# Škoda 10 cm K10
Lo Škoda 10 cm K10, con la sua versione migliorata K11, era un cannone navale austro-ungarico impiegato sugli incrociatori leggeri e sui cacciatorpediniere della k.u.k. Kriegsmarine durante la prima guerra mondiale. Fu impiegato anche dalla Regia Marina italiana come cannone costiero, che da esso derivò la numerosa famiglia dei cannoni da 100/47.

## Storia
Il pezzo fu sviluppato dalla Škoda di Plzeň nel 1910. A partire dal 1912 equipaggiò, in complessi singoli, gli incrociatori leggeri classe Helgoland e i cacciatorpediniere classe Tátra. Queste due classi di unità nel corso della prima guerra mondiale si rivelarono ideali per la guerra marittima nel Mare Adriatico. Le unità superstiti furono consegnate come riparazione di guerra al Regno d'Italia e alla Francia. Gli incrociatori SMS Helgoland e SMS Saida andarono a costituire la classe Venezia di esploratori della Regia Marina. Sette dei dieci Tátra furono incorporati dalla Regia Marina come "classe Fasana"; poco impiegati, furono declassati a torpediniere nel 1929. Tutte queste navi ex-austriache furono radiate nel 1937 e i pezzi da 10 cm K10 sbarcati (così come i Škoda 7 cm K10) furono assegnati alle batterie della Milizia marittima di artiglieria. Allo scoppio della seconda guerra mondiale risultavano ancora in servizio 41 bocche da fuoco.
Nonostante lo scarso utilizzo delle navi ex-austriache, il pezzo Škoda 10 cm K10 impressionò gli italiani, che lo copiarono realizzando la famiglia di cannoni navali 100/47 che, nelle varie versioni, sarebbero stati prodotti fino agli anni della seconda guerra mondiale.

## Tecnica
La bocca da fuoco era costituita dalla canna in acciaio e dall'otturatore a cuneo orizzontale; essa impiegava una munizione separata a "cartoccio-bossolo" pesante 26,2 kg, dei quali 13,75 kg rappresentati dalla granata. La cadenza di tiro andava dagli 8 ai 10 colpi al minuto.
La bocca da fuoco era installata su un affusto a piedistallo scudato.